# 16802 Rainer
16802 Rainer è un asteroide della fascia principale. Scoperto nel 1997, presenta un'orbita caratterizzata da un semiasse maggiore pari a 2,3421859 UA e da un'eccentricità di 0,2190528, inclinata di 7,31917° rispetto all'eclittica.